# 7519 Paulcook
7519 Paulcook (1989 UN3) là một tiểu hành tinh nằm phía ngoài của vành đai chính được phát hiện ngày 31 tháng 10 năm 1989 bởi B. G. W. Manning ở Stakenbridge.